# Les Voyeurs (film, 1974)
Pour les articles homonymes, voir Le Voyeur et Sams.
Pour plus de détails, voir Fiche technique et Distribution.
Les Voyeurs, également connu sous le titre Voluptés en Suède (Sams), est un film érotique franco-suédois réalisé par Calvin Floyd et sorti en 1974.

## Synopsis
Neuf personnes forment un collectif dans l'archipel où la vie est marquée par les conflits.

## Fiche technique
- Titre français : Les Voyeurs ou Variations pour couples lascifs ou Le Chemin du bonheur ou Voluptés en Suède[1],[2]
- Titre suédois : Sams ou Vagen till lycka[3]
- Réalisateur : Calvin Floyd
- Scénario : Calvin Floyd
- Photographie : Tony Forsberg (sv)
- Montage : Susanne Linnman
- Musique : Dougie Lawton (sv)
- Production : Alvar Domeij
- Sociétés de production : Swedish Filmproduction Investment AB, Films Français de Court Métrage SA (FFCM)
- Pays de production :  Suède -  France
- Langues originales : suédois, français
- Format : couleurs par Eastmancolor
- Durée : 101 minutes
- Genre : film érotique
- Dates de sortie :
  - Suède : 19 juin 1974 (Nynäshamn) ; 12 mai 1975 (sortie nationale)
  - France : 5 mars 1975

## Distribution
- Christina Carlwind (sv) - Bibi, enseignante
- Stig Törnblom (sv) - Sven, professeur de musique
- Jean-Jacques Lapeyronnie - Paul, Français, étudiant
- Kent-Arne Dahlgren (sv) - Lasse, mécanicien
- Louise Tillberg (sv) - Vera, sa femme
- Gunilla Thunberg - Eva, étudiante en cinéma
- Christian Chevreuse
- Erik Hammar (sv) - Erik, professeur
- Lars Lennartsson (sv) - Gösta Fredholm, réalisateur, propriétaire de la maison
- Sara Gillborg - Sara
- Mats Bergström (sv) - Pelle
- Gunilla Bergström - Lena, vendeuse dans un grand magasin
- Håkan Ernesto Söderberg - frère d'Eva
- Lars Amble (sv) - collègue enseignant de Sven
- Alvar Domeij - le père d'Eva
- Rune Hallberg (sv) - voix de Jean Jacques Lapeyronnie doublée.
- Anne-Mari Berglund - acteur des scènes additionnelles

## Production
Le tournage a eu lieu à Stegesund (sv), Stockholm et Paris, avec Alvar Domeij comme producteur et Tony Forsberg comme photographe. Le film a ensuite été monté par Susanne Linnman et a été présenté en avant-première le 19 juin 1974 au Grand cinéma de Nynäshamn. Le film a été présenté en France le 5 mars 1975 et à Stockholm le 12 mai de la même année.
Le film projeté en Suède durait 101 minutes, tandis que la version française était une version partiellement modifiée, raccourcie à 71 minutes. Dans la version française, certaines scènes pornographiques avaient également été ajoutées, ce qui a contrarié plusieurs des acteurs suédois impliqués et, en conséquence, le producteur Domeij a été poursuivi pour rupture de contrat et, en juin 1977, a dû payer des dommages-intérêts. L'acteur français Lapeyronnie a poursuivi le producteur français et est parvenu à un accord.
Selon certains articles de journaux, les scènes érotiques auraient été réalisées par Torgny Wickman, ce que ce dernier n'a pas voulu confirmer ou infirmer.